# Richard Morris
Richard Valentine Morris (ur. 1768, zm. 1815) – oficer Marynarki Wojennej USA, dowódca marynarki wojennej na Morzu Śródziemnym w I wojnie berberyjskiej.
Richard Valentine Morris urodził się w 1768 roku w Morrisanii, obecnie części Nowego Jorku. Był synem Lewisa Morrisa, sygnatariusza deklaracji niepodległości Stanów Zjednoczonych.
Po wojnie o niepodległość wstąpił do amerykańskiej Marynarki Wojennej. Stopień kapitana otrzymał w 1798 roku. W 1802 roku został wysłany jako dowódca szwadronu na Morze Śródziemne by przejąć komendę w konflikcie z piratami berberyjskimi. Morris dotarł do Gibraltaru 31 maja 1802 roku. W czasie swojego dowodzenia unikał starć, ograniczając się do patrolowania morza i blokady Trypolisu. Z powodu braku sukcesu i złej współpracy ze sprzymierzeńcami, Morris został pozbawiony dowództwa w sierpniu 1803 roku.
Zmarł w 1815 roku.